# Gewerkschaftliche Bildungszentrale Schweiz
Die Gewerkschaftliche Bildungszentrale Schweiz (SABZ) ist die Bildungsabteilung des Schweizerischen Gewerkschaftsbundes.
Die SABZ wurde 1912 als Schweizerischer Arbeiterbildungsausschuss gegründet. 1923 wurde die Abteilung Schweizerische Arbeiterbildungszentrale umbenannt. Zu ihren Aufgaben gehört, dass sie  Bildungs- und Schulungskurse veranstaltet und Grund- und Weiterbildungslehrgänge durchführt, die hauptsächlich von Mitgliedern und Funktionären der Mitgliedsgewerkschaften des Schweizerischen Gewerkschaftsbundes genutzt werden. Die Organisation leistet zudem Kulturarbeit und betreut Aufbauprojekte in Mittel- und Osteuropa.